# Gerichtsbezirk Zastawna
Der Gerichtsbezirk Zastawna (rumänisch: Zastavna; ruthenisch: Zastawna) war ein dem Bezirksgericht Zastawna unterstehender Gerichtsbezirk im Herzogtum Bukowina. Der Gerichtsbezirk umfasste Gebiete im Norden der Bukowina bzw. in der heutigen Ukraine. Nach dem Ersten Weltkrieg musste Österreich den gesamten Gerichtsbezirk an Rumänien abtreten, nach dem Zweiten Weltkrieg wurde das Gebiet Teil der Sowjetunion bzw. der Ukraine. Es  ist heute Teil des ukrainischen Anteils der Bukowina im Südwesten der Ukraine (Oblast Tscherniwzi).

## Geschichte
Im Zuge der Neuordnung des Gerichtswesen im Kaisertum Österreich waren im Juni 1849 die allgemeinen Grundzüge der Gerichtsverfassung in den Kronländern durch Kaiser Franz Joseph I. genehmigt worden. Hierauf ließ Justizminister Anton von Schmerling Pläne zur Organisierung des Gerichtswesens in der Bukowina ausarbeiten, die der Kaiser am 6. November 1850 per Verordnung ebenfalls genehmigte. Mit der Reorganisation ging die Abschaffung der landesfürstlichen Gerichte ebenso wie der Patrimonial-Gerichte einher, wobei Schmerling ursprünglich die Errichtung von 17 Bezirksgerichten plante und die Bukowina dem Oberlandesgericht Stanislau unterstellt werden sollte. Schließlich schufen die Behörden nur 15 Bezirksgerichte, die man dem Landesgericht Czernowitz bzw. dem Oberlandesgericht Lemberg zuordnete. Die Errichtung der gemischten Bezirksämter, die neben der Verwaltung auch die Justiz zu besorgen hatten, wurde schließlich per 29. September 1855 amtswirksam, wobei der Gerichtsbezirk Zastawna aus den Gemeinden Zastawna, Babin mit Stefanówka, Bojańczuk, Boroutz, Brodol, Czarnypotok, Czinkieu, Doroszoutz, Horoszoutz, Jurkoutz, Kadobesti, Kisseleu, Kriszczatek, Kuezurmik, Kuleutz, Mitkeu, Mossoriówka, Okna, Ohnuth, Pohorloutz, Prilipcze mit Łuka, Repużenitz, Samuszyn, Toutry, Wassileu, Werboutz, Werenczanka sowie Zwiniecze mit Kostriszówka gebildet wurde. Für Verbrechen und Vergehen war der Gerichtsbezirk dem Untersuchungsgericht für Verbrechen und Vergehen dem Landesgericht Czernowitz unterstellt. Im Zuge der Trennung der politischen von der judikativen Verwaltung bildete der Gerichtsbezirk Zastawna ab 1868 gemeinsam mit dem Gerichtsbezirk Kotzman den Bezirk Kotzman. Per 28. März 1870 kam es im Zuge einer Reform der Gerichtsbezirke zu weitreichenden Gebietsänderungen zwischen den Gerichtsbezirken der Bukowina, wobei der Gerichtsbezirk Zastawna keine Änderungen erfuhr. Per 1. Oktober 1905 wurde der Gerichtsbezirk Zastawna aus dem Bezirk Kotzmann ausgeschieden und zu einem eigenständigen Bezirk, dem Bezirk Zastawna, erhoben.
Der Gerichtsbezirk Zastawna wies 1854 eine Bevölkerung von 31.805 Einwohnern auf einer Fläche von 8,1 Quadratmeilen auf. 1869 beherbergte der Gerichtsbezirk eine Bevölkerung von 41.401 Personen, bis 1900 stieg die Einwohnerzahl auf 51.502 Personen an. Von der Bevölkerung hatten 1900 45.422 Ruthenisch (88,2 %) als Umgangssprache angegeben, 4.882 Personen sprachen Deutsch (9,5 %), 55 Rumänisch (0,1 %) und 1.069 eine andere Sprache (2,1 %). Der Gerichtsbezirk umfasste 1900 eine Fläche von 492,82 km² und 29 Gemeinden sowie 29 Gutsgebiete.
| Jahr | Ein- wohner | Deutsch- sprachige | Ruthenisch- sprachige | Rumänisch- sprachige | Anders- sprachige |
| ---- | ----------- | ------------------ | --------------------- | -------------------- | ----------------- |
| 1854 | 31.805      |                    |                       |                      |                   |
| 1869 | 41.401      |                    |                       |                      |                   |
| 1880 | 43.879      | 3.275              | 39.365                | 244                  | 974               |
| 1890 | 49.357      | 4.540              | 43.519                | 43                   | 1.169             |
| 1900 | 51.502      | 4.882              | 45.422                | 55                   | 1.069             |